# Nachal Nevatim
Nachal Nevatim (hebrejsky נחל נבטים) je vádí v jižním Izraeli, v centrální části Negevské pouště.
Začíná v nadmořské výšce okolo 450 metrů poblíž hory Har Noked. Směřuje pak k severu kopcovitou pouštní krajinou, přičemž míjí rozptýlené beduínské osídlení. Podchází těleso dálnice číslo 25 a Železniční trať Beerševa - Dimona a východně od židovské vesnice Nevatim zleva ústí do vádí Nachal Be'erševa.
V roce 2007 proběhl u Nachal Nevatim záchranný archeologický výzkum, který zde odhalil stopy osídlení z byzantského období.